# Byzance après Byzance
Byzance après Byzance est un traité historique et philosophique de philosophie de l'histoire et du patrimoine culturel, destiné à la communauté scientifique internationale lors du quatrième congrès mondial d'études byzantines en 1934 à Sofia. Il était rédigé en français, qui était à l'époque la langue de la diplomatie et des relations internationales.
L'étude présente l'influence impériale dans les principautés du Danube après la chute de Constantinople, ainsi que la continuité de la culture byzantine dans l'ensemble de l'Europe après l'événement.
Le principal héritage impérial réside dans les idées, les principes moraux et les priorités culturelles, ainsi que l'aspect spécifique du gouvernement et des relations publiques, selon l'auteur.
Une œuvre fondamentale montrant Byzance non pas comme un État autoritaire mais centralisé, bien qu'un empire qui a résisté à l'épreuve du millénaire, c'est-à-dire. du Moyen Âge. D'autre part, cet empire médiéval universel est un conduit vers la nouvelle ère de l'héritage de l'ancienne civilisation gréco-romaine.